# Makoto Okazaki
Makoto Okazaki (岡崎 慎 Okazaki Makoto?), född 10 oktober 1998 i Tokyo prefektur, är en japansk fotbollsspelare.
Okazaki började sin karriär 2016 i FC Tokyo. Han spelade 12 ligamatcher för klubben. 2020 flyttade han till Shimizu S-Pulse.